# Ilka Bessin
Ilka Bessin (ur. 18 listopada 1971 w Luckenwalde w Niemczech) – niemiecka aktorka komediowa.
Po skończeniu szkoły zdobyła najpierw zawód kucharki w VEB Wälzlagerwerk Luckenwalde, a później hotelarki. Pracę kucharki straciła w 1990 roku. Później była kelnerką w dyskotece, w której awansowała na stanowisko prezesa.
Stała się sławna poprzez kabaretową rolę Cindy aus Marzahn – bezrobotnej, która bardzo długo pobiera zasiłek dla bezrobotnych. W 2004 r. wygrała finał programu Quatsch Comedy Club, emitowanego na kanale ProSieben.
W piątym odcinku serialu komediowego Schillerstraße (od stycznia do kwietnia 2009 roku) grała rolę wynajmującej mieszkanie.
Pomiędzy 2010 roku i 2012 roku prowadziła swój własny cotygodniowy show na kanale RTL pod tytułem „Cindy aus Marzahn und die jungen Wilden”.

## Trasa kabaretowa
- 2007/2008: Schizophren – ich wollte ’ne Prinzessin sein
- 2010: Nicht jeder Prinz kommt uff’m Pferd

## Dyskografia
- 2008: Schizophren – Ich wollte ’ne Prinzessin sein (Audio-CD)
- 2008: Schizophren – Ich wollte ’ne Prinzessin sein (2DVD)

## Nagrody
- 2004 i 2005: Zwyciężczyni zawodów małej formy teatralnej w Quatsch Comedy Club
- 2006: Nagroda Publiczności w Wielkim Festiwalu Małej Sztuki.
- 2007: Deutscher Comedypreis jako „Najlepszy Debiutant”
- 2009: Deutscher Comedypreis jako „Najlepszy Komik”
- 2009: Deutscher Comedypreis jako „Najlepszy TV- Solo program”

## Występy gościnne
- 24 czerwca 2002: Hinter Gittern (RTL, Odcinek: In der Falle)
- od 30 stycznia 2009: Schillerstraße (Sat.1, jako wynajmująca mieszkanie)
- 1 maja 2009: Oliver Pocher live! Gefährliches Halbwissen (RTL, jako gość)
- 29 maja 2009: Gość w specjalnym wydaniu Wer wird Millionär